# Drôme (rivière)
Pour les articles homonymes, voir Drôme.
La Drôme est une rivière du Sud-Est de la France, située dans les Alpes du sud, affluent gauche du Rhône.
Elle a donné son nom au département de la Drôme.

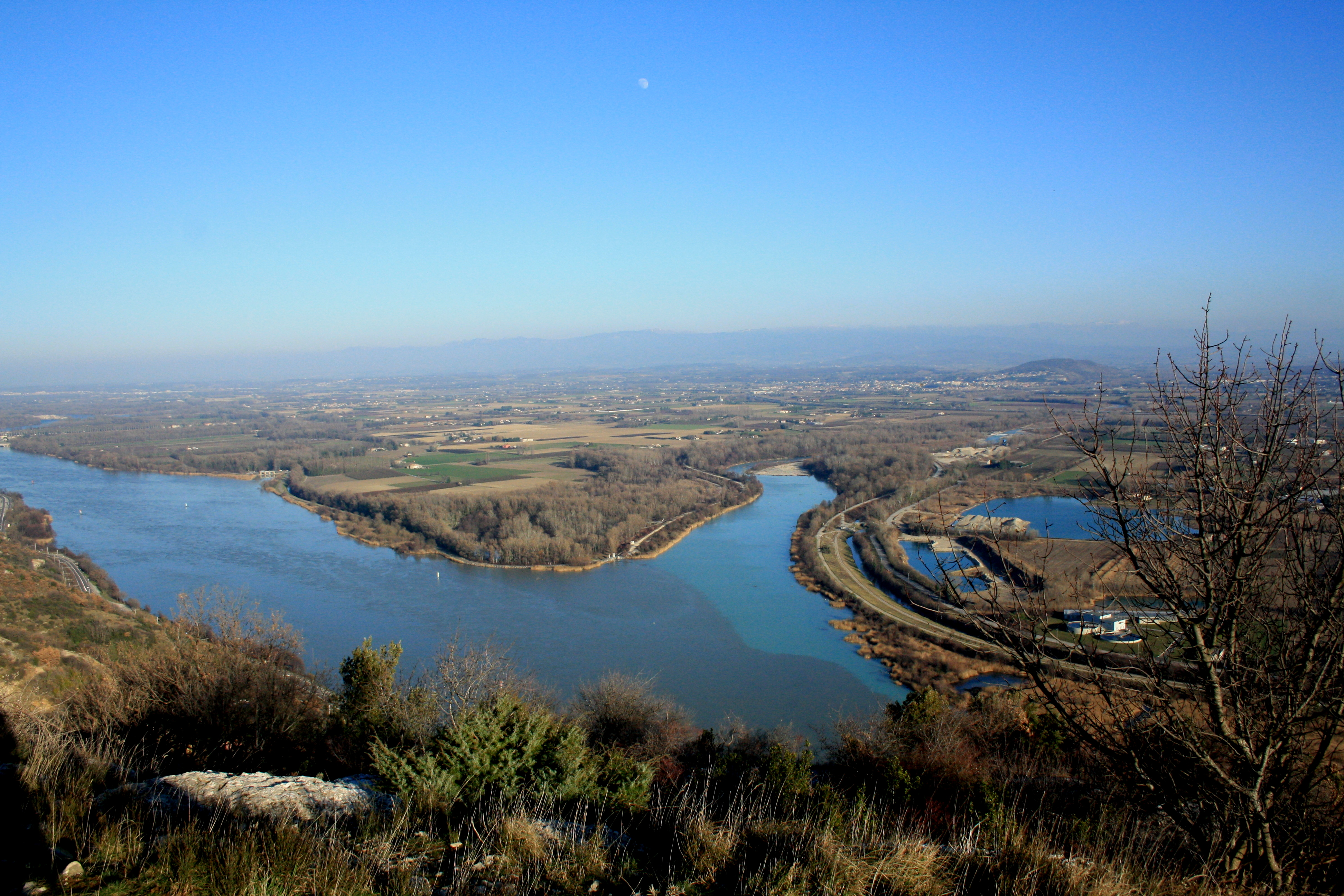
Confluence de la Drôme et du Rhône vu des hauteurs du Pouzin (Ardèche).

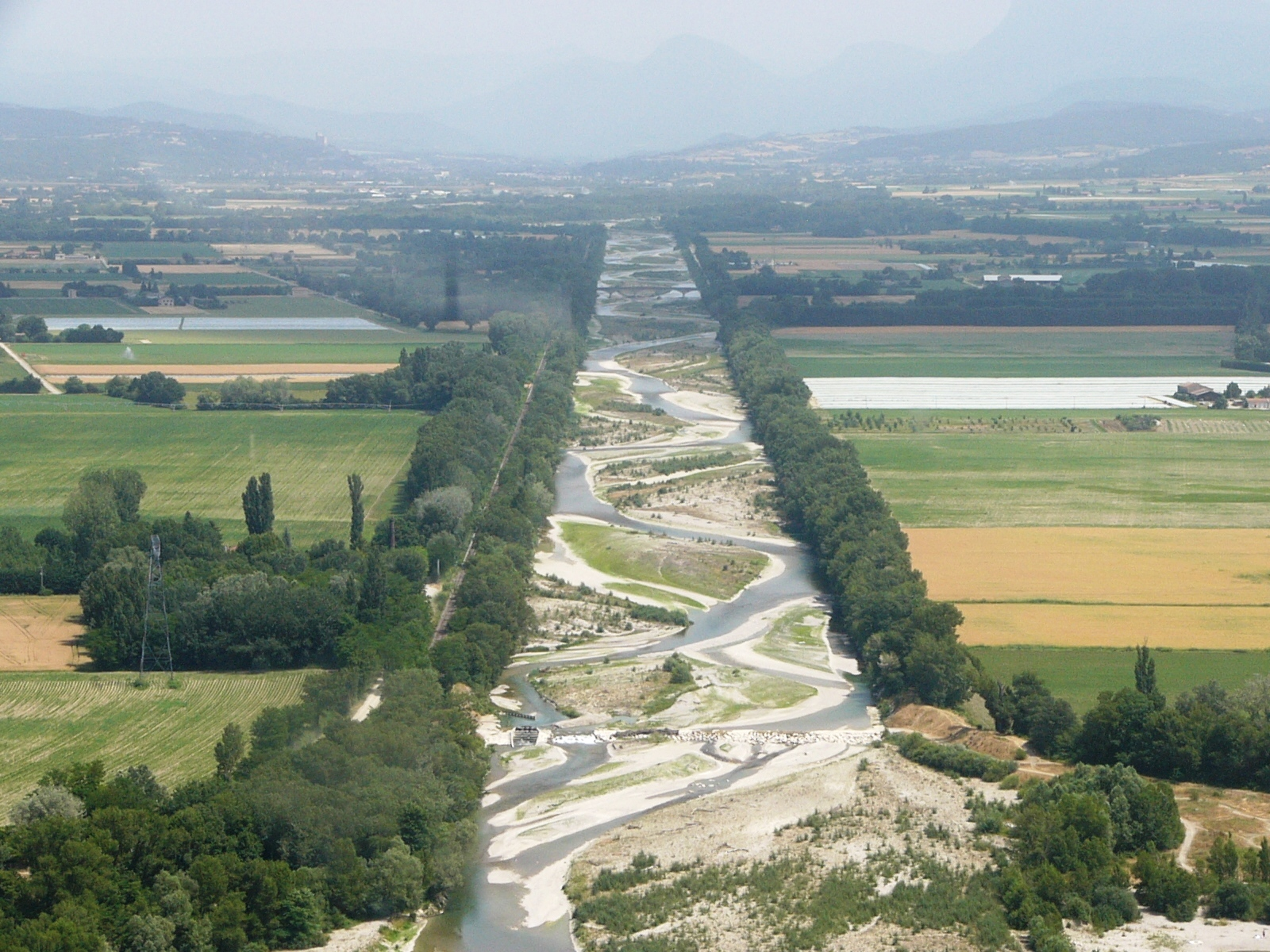
Le lit de la Drôme aménagé à l'aval de Crest.

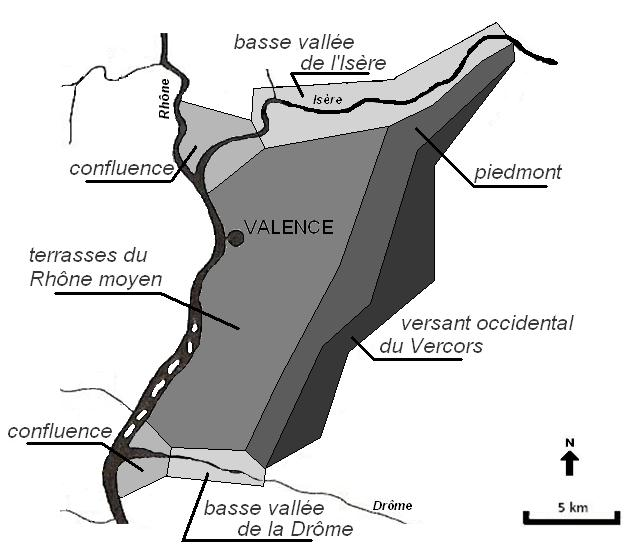
Unités de paysage du Valentinois.

## Toponymie
Droma en occitan / en Alphabet phonétique international : 'drumɔ.

### Attestations
La plus ancienne attestation se trouve dans l'ouvrage latin d'Ausone (309/310 à ca. 394/395). Nous la trouvons dans le dernier paragraphe de l'Idylle X (Mosella) :
« Corniger externas celebrande Mosella per oras,
nec solis celebrande locis, ubi fonte supremo
exeris auratum taurinae frontis honorem,
quave trahis placidos sinuosa per arva meatus
vel qua Germanis sub portibus ostia solvis :
si quis honos tenui volet aspirare camenae,
perdere si quis in his dignabitur otia musis,
ibis in ora hominum laetoque fovebere cantu.
te fontes vivique lacus, te caerula noscent
flumina, te veteres, pagorum gloria, luci :
te Druna, te sparsis incerta Druentia ripis
Alpinique colent fluvii, duplicemque per urbem
qui meat et Dextrae Rhodanus dat nomina ripae :
te stagnis ego caeruleis magnumque sonoris
amnibus, aequoreae te commendabo Garumnae. ».
« Ô Moselle, parée de cornes, on doit te célébrer aux plages étrangères, te célébrer partout et non pas seulement aux lieux où, jaillissant de ta source, tu découvres l’éclat doré de ton front de taureau, où tu traînes à travers les champs tes ondes calmes et sinueuses, aux ports enfin de la Germanie, où s’ouvre ton embouchure. Si quelque souffle de gloire soutient mon humble essor, si quelqu’un daigne perdre ses loisirs à lire ces vers, tu voleras sur les lèvres des hommes, et tu vivras dans mes chants applaudis. Tu seras connue des fontaines, des sources vives, connue des fleuves azurés, des antiques forêts qui font l’orgueil des campagnes ; pour toi la Drôme, pour toi la Durance qui porte çà et là sa course incertaine, pour toi les fleuves des Alpes auront des hommages, ainsi que le Rhône lui-même, qui traverse une cité qu’il partage, pour donner aussi un nom à sa rive droite. Et moi, je te recommanderai aux flots bleus des étangs, aux grandes rivières mugissantes, à l’océan de ma Garonne. ».
Dictionnaire topographique du département de la Drôme :
- IVe siècle : Druna (Ausone).
  - Note 1 : le dictionnaire Gaffiot semble commettre une erreur grossière en donnant pour Ausone (Mosella, 479) l'orthographe Drŭma, rivière de la Viennaise (aujourd'hui la Drôme)[6].
  - Note 2 : l'étymologiste Xavier Delamarre donne pour Ausone : Druna[7], confirmant ainsi le texte latin d'Ausone et le dictionnaire topographique.
- 928 : Droma flumen (cartulaire de Cluny, 367).
- XIIIe siècle : la ribeira de Droma (censier de l'évêché de Die).
- 1442 : Aqua Drome (choix de documents, 267).
- 1575 : Droume (Mém. des frères Gay).
- 1579 : Dromme (Mém. des frères Gay).
- 1891 : la Drôme, rivière qui donne son nom au département.

### Étymologie
Certains pensent que le nom Droma serait issu du mot grec δρόμος / drómos, « voie, chemin ou course »)[Information douteuse][réf. nécessaire].
Pour Xavier Delamarre, dans son Dictionnaire de la langue gauloise, druna est un adjectif gaulois signifiant « vigoureuse, rapide ». Il est à l'origine du nom de plusieurs rivières :
- La plus connue est la Drôme, affluent du Rhône, qui nous concerne ici.
- La Dronne, affluent de la Gironde (attesté en 1215 : Drona).
- La Droune, affluent de l'Ain.
- La Traun, affluent de l'Alz en Bavière (attesté en 788 : Druna).
- La Traun, affluent du Danube en Autriche, près de Linz (attesté en 829 : Truna).

Nous pouvons vraisemblablement ajouter La Drôme, ruisseau du département de la Drôme, qui a sa source dans la commune de Rochefort et se jette dans le Jabron, commune de Puygiron.
Delammarre rappelle le rapprochement déjà fait avec le vieil irlandais dron « ferme, solide, vigoureux » (issu de *drun-os, -ā) d'une racine *dreṷ- « solide, ferme ».
Cependant, il privilégie la racine *dreṷ- « courir, couler » (à rapprocher du sanskrit drávati de même sens). Il pense à une étymologie croisée.
Delamarre parle aussi d'une forme *Drǔtos, *Drǔtā « rapide » (comparable à l'adjectif sanskrit -drutaḥ « rapide ») qui a donné les noms des rivières Drot (en Dordogne), Dropt (en Gironde), la Droude (dans le Gard).
Delamarre infirme l'hypothèse du toponymiste Ernest Nègre (1042) qui avait listé druna dans un chapitre « préceltique ». Il émet d'ailleurs une sévère critique sur Nègre et Dauzat : « [...] E. Nègre, toponymiste qui, comme Dauzat, ne connaît pas la grammaire comparée [...] ».

## Géographie

### Haute vallée de la Drôme
De 110,64 km de longueur, la Drôme prend sa source dans le Diois, au col de Carabès dans la commune de La Bâtie-des-Fonds à 1 262 m d'altitude, au sud du massif du Vercors. Lors de sa traversée des montagnes du Haut-Diois, dans une vallée encaissée, elle connaît un régime torrentiel. Près de Luc-en-Diois, au site dit du Claps, la Drôme fait un saut, c'est l'une des curiosités locales. À partir de Crest, la vallée s'élargit et la pente diminue[réf. nécessaire].
En 1891, la Drôme a un cours de 101 km, une largeur moyenne de 70 m et une pente de 910 m.
La Drôme est un cours d'eau de type préalpin qui présente des traits méditerranéens déjà marqués (calme en été, violente à l’automne et au printemps) ; l'irrégularité de son régime est fortement liée à la fonte des neiges et à la pluviométrie automnale[réf. nécessaire].
Les risques d'inondations sont importants et ses crues justifieraient l'étymologie issue du mot grec signifiant « la course ».
La Drôme est par ailleurs l'une des dernières rivières sans barrage de toute l'Europe[réf. nécessaire].
C'est dans cette section du cours d'eau, de Die jusqu'à Aouste-sur-Sye en passant par Saillans, que la Drôme est un lieu de plaisance important avec de nombreuses possibilités offertes aux touristes (baignade, canoë, kayak, rafting, pêche, randonnée, etc.) en saison estivale[réf. nécessaire].

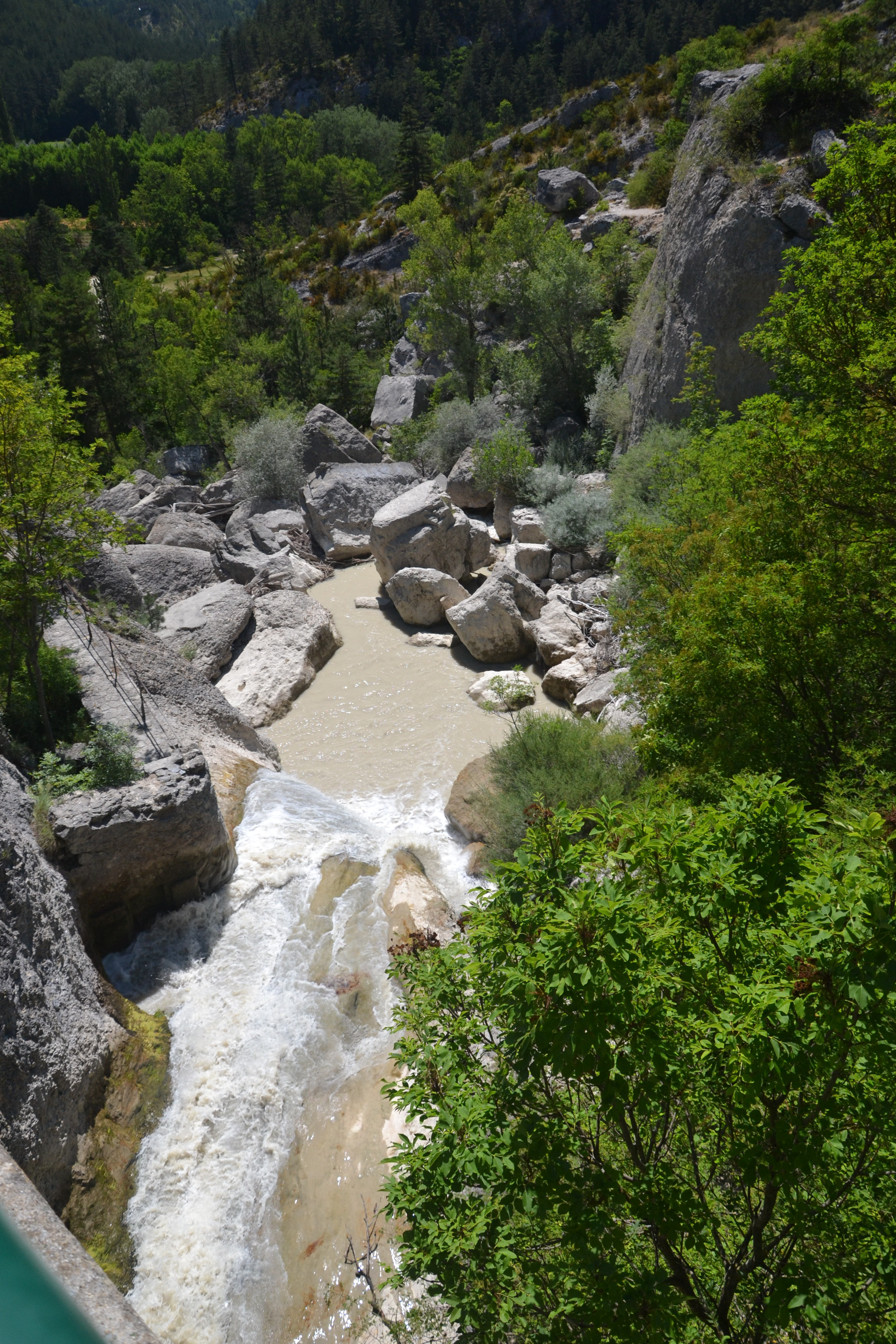
Le Saut de la Drôme.
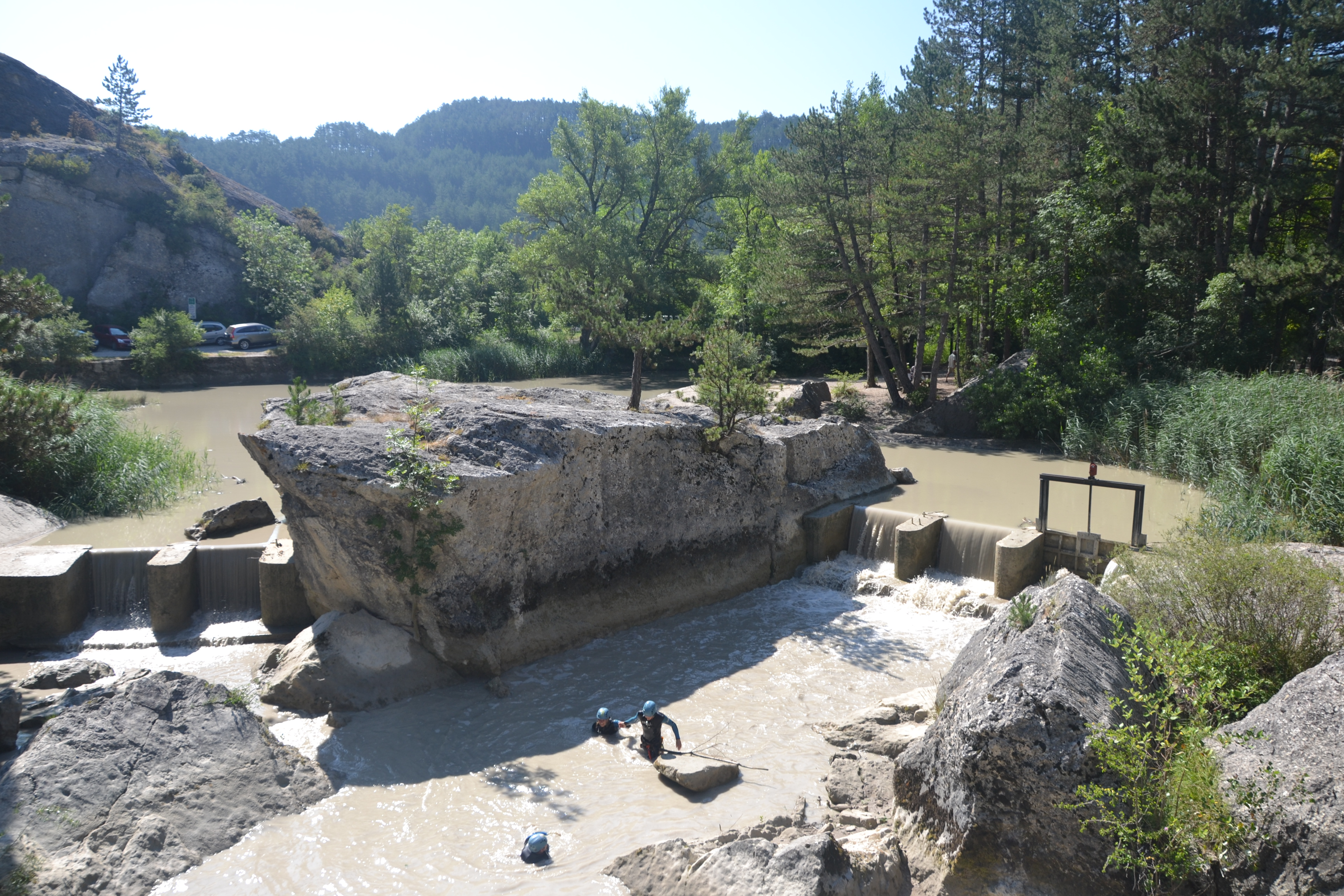
La Drôme près du Claps, en bas du saut.

### La basse vallée de la Drôme
La basse vallée de la Drôme est une unité de paysage du Valentinois caractérisée par un chenal large et peu profond, à bras multiples, mal fixé sur des galets calcaires et encombré de bancs sableux. Elle a donc un champ d’inondation large et une tendance à la défluviation.
Pour protéger les terres agricoles, une partie de la Drôme, en aval, fut endiguée dès la fin du XVIIIe siècle jusqu'en 1960. Depuis la ville de Crest jusqu'à la confluence avec le Rhône, 35 km de berges ont été aménagées.
Les alluvions apportées par les eaux torrentielles de la Drôme édifièrent peu à peu des terrasses atteignant près de 30 mètres d’épaisseur à Allex. Cette dynamique est dite périglaciaire : les ruissellements d’eau de pluie et de fonte des neiges entraînèrent des matériaux divers qui s’accumulèrent dans la basse plaine de la Drôme.
Les dépôts périglaciaires abondants de la Drôme formèrent, à la confluence, une vaste plaine alluviale en éventail (cône de déjection) qui rejeta progressivement le cours du Rhône au pied des versants ardéchois.
Sa confluence a lieu sur la commune de Livron-sur-Drôme (sur sa rive droite) et sur celle du Pouzin (sur sa rive gauche). La commune ardéchoise du Pouzin a la particularité de s'étendre sur la rive gauche du Rhône à cet endroit là.

### Département de la Drôme: communes traversées
Dictionnaire topographique du département de la Drôme :
- La Drôme a sa source sous le presbytère de la Bâtie-des-Fonts ; elle traverse cette commune.
- Elle traverse Valdrôme et Les Près.
- Elle sépare Beaurières et Charens.
- Elle sépare Beaumont et Lesches.
- Elle traverse Luc-en-Diois, où elle formait jadis le lac de ce nom. Elle sépare ensuite cette commune de celle de Montlaur.
- Elle traverse Recoubeau, Jansac et Barnave.
- Elle sépare Montmaur et Saint-Roman.
- Elle traverse Aix, Die, Ponet-Saint-Auban, Sainte-Croix, Pontaix.
- Elle sépare Vercheny des communes d'Aurel et d'Espenel.
- Elle traverse Vercheny puis Saillans.
- Elle sépare Saillans des communes de Saint-Sauveur et d'Aubenasson.
- Elle sépare Mirabel-et-Blacons et Piégros-la-Clastre.
- Elle traverse la commune de Crest.
- Elle sépare les communes de Divajeu, Chabrillan, Grane et Loriol-sur-Drôme de celles d'Eurre, Allex et Livron-sur-Drôme.
- Elle se jette dans le Rhône.

### Bassin versant
La Drôme traverse neuf zones hydrographiques V420, V421, V422, V423, V424, V425, V426, V427, V428, pour une superficie totale de 1 663 km2. Ce bassin versant est constitué à 75,20 % de « forêts et milieux semi-naturels », à 24,06 % de « territoires agricoles », à 0,69 % de « territoires artificialisés », à 0,04 % de « surfaces en eau ».

### Organisme gestionnaire
L'organisme gestionnaire est le Syndicat mixte de la rivière Drôme

## Affluents et sous-affluents
La Drôme a cinquante-neuf affluents référencés dont :
- le Maravel (rive droite) : 11 km sur deux communes avec quatre affluents.
- le Bez ou Bès (r.d.) : 25,4 km sur six communes avec six affluents dont
  - le Boulc, ou ruisseau de Bonneval (rive gauche) : 11,6 km sur deux communes avec deux affluents.
  - l'Archiane (r.d.) : 13,2 km sur deux communes avec un affluent.
- la Sure (r.d.) : 17,6 km sur quatre communes avec quatre affluents.
- la Roanne (r.g.) : 33,9 km sur treize communes avec douze affluents dont :
  - la Brette (r.d.) : 7,2 km sur trois communes avec deux affluents.
  - la Courance (r.g.) : 9,3 km sur trois communes avec un affluent.
- la Gervanne (r.d.) : 29,9 km sur six communes avec huit affluents dont :
  - la Sépie : 8,6 km sur deux communes sans affluent.
- la Sye (r.d.) : 12,5 km sur trois communes avec un affluent.
- la Grenette (r.g.) : 17,2 km sur cinq communes avec trois affluents.

## Hydrologie
En 1891, La Drôme avait un débit ordinaire de 50 m3 et extraordinaire de 800 m3.

### La Drôme à Saillans
Le débit de la Drôme a été observé depuis le 1er janvier 1910 , à 263 m d'altitude, à Saillans, localité du département de la Drôme, située entre Crest et Die à un niveau où la taille du bassin versant est de 1 150 km2 sur 1 663 km, soit 70 % de la totalité du bassin de la rivière.
Le débit moyen inter-annuel, ou module, de la rivière à cet endroit est de 17,7 m3/s.

La Drôme présente des fluctuations saisonnières de débit assez importantes, avec des hautes eaux d'hiver et de printemps portant le débit mensuel moyen à un niveau allant de 19,4 à 30,3 m3/s, de novembre à mai inclus (avec un maximum très net en avril et mai, lié à la fonte des neiges), et des basses eaux d'été de juillet à septembre, avec une baisse du débit moyen mensuel jusqu'au niveau de 4,14 m3/s au mois d'août.

### Étiage ou basses eaux
Le VCN3 peut chuter jusque 1,4 m3/s, en cas de période quinquennale sèche.

### Crues
D'autre part les crues peuvent être fort importantes. Le QIX 2 et le QIX 5 valent respectivement 220 et 310 m3/s. Le QIX 10 est de 380 m3/s. Le QIX 20 se monte à 440 m3/s. Quant au QIX 50, il est de 510 m3/s.
Le débit instantané maximal enregistré a été de 692 m3/s le 3 décembre 2003, tandis que la valeur journalière maximale était de 403 m3/s à la même date.
À titre de comparaison, le QIX 10 de la Marne aux portes de Paris vaut 510 m3/s, tandis que son QIX 50 est de 650 m3/s.

### Lame d'eau et débit spécifique
La lame d'eau écoulée dans le bassin de la Drôme à cet endroit est de 492 mm annuellement, valeur nettement supérieure à la moyenne d'ensemble de la France, mais un peu inférieure à celle de l'ensemble du bassin versant du Rhône (594 mm/an). Le débit spécifique (ou Qsp) atteint 15,6 litres par seconde et par kilomètre carré de bassin.

## Curiosités
Dans le bassin de la rivière Drôme :
- Son affluent, la Gervanne, sort des gorges d'Omblèze, un haut-lieu de l'escalade.
- La cascade de la Druise, haute de 72 m.
- De beaux villages, tels Saillans, Cliousclat et Mirmande.
- L'abbaye cistercienne (ruinée) de Valcroissant.
- La tour de Crest qui est le plus haut donjon de France.
- La réserve naturelle des Ramières, située peu avant la confluence avec le Rhône[9].

## Tourisme
La rivière est propice au canoë.